# Assymetron lucayanum
Assymetron lucayanum är en ryggsträngsdjursart som först beskrevs av Andrews 1893.  Assymetron lucayanum ingår i släktet Assymetron och familjen lansettfiskar. Inga underarter finns listade.